# Oost-Azerbeidzjan
Oost-Azerbeidzjan (Perzisch: استان آذربایجان شرقی, Ostān-e Āzarbāijān-e Sharqi, Azerbeidzjaans: Şərqi Azərbaycan ostanı) is een van de 31 provincies van Iran. De provincie is gelegen in het noordwesten van het land en de oppervlakte beslaat 45.650 km².
Aan de westkant van de provincie ligt het grootste meer van Iran, het Urmiameer.
De hoofdstad van deze provincie is Tabriz, wat ook verreweg de grootste stad van de provincie is. Bijna de helft van de inwoners van Oost-Azerbeidzjan woont in Tabriz; rekent men de agglomeratie mee is het zelfs meer dan de helft. Andere steden in de provincie zijn Maragha en Marand.
In Qarajadag (Arasbaran), dat wil zeggen het gebied tussen de rivier de Aras en het Sabalan-gebergte, zijn er zes sjiitische Turkssprekende stammen van Koerdische afkomst: Chalabianlu, Muhammadkhanlu, Hajialilu, Hassenbeiglu, Husseinkhanlu en Qarachorlu.